# SU-76
SU-76 (tiếng Nga: Samokhodnaya Ustanovka 76) là loại pháo tự hành chống tăng của Liên Xô được sử dụng trong và sau Thế chiến thứ hai. SU-76 dựa trên phiên bản kéo dài và mở rộng của khung gầm xe tăng hạng nhẹ T-70. Cấu trúc đơn giản của nó khiến nó trở thành chiếc xe bọc thép được sản xuất nhiều thứ hai của Liên Xô trong Thế chiến thứ hai, chỉ sau xe tăng T-34.
Chiếc xe được các kíp lái ưa thích vì sự đơn giản, độ tin cậy và dễ sử dụng của nó. Tuy nhiên, cơ cấu lái được cũng đôi khi được coi là khó khăn, là cơ sở tham khảo của các loại xe như suka (tiếng Nga: сука; "Chó") hoặc suchka (tiếng Nga: сучка; "con chó nhỏ"). Nó cũng có biệt danh là Golozhopiy Ferdinand (tiếng Nga: Голожопый Фердинанд; " Ferdinand trần trụi") do có bộ giáp rất nhẹ và hình dáng hơi giống nhau, khi so sánh với pháo tự hành chống tăng hạng nặng khác như Ferdinand / Elefant của Đức nặng khoảng 65 tấn.

## Lịch sử
Thiết kế của SU-76 bắt đầu vào tháng 11 năm 1942, khi Ủy ban Quốc phòng Nhà nước ra lệnh chế tạo pháo tự hành hỗ trợ bộ binh được trang bị pháo chống tăng ZiS-3 76mm và lựu pháo M-30 122mm. Khung gầm T-70 được chọn để gắn súng ZiS-3. Nó được kéo dài, thêm một bánh xe mỗi bên, để tạo điều kiện gắn súng tốt hơn. Chiếc xe không hoàn toàn được bọc giáp hoàn toàn, phần nóc phía sau và phía trên được để lộ ra.
Hệ thống truyền động gắn trong những chiếc SU-76 được sản xuất hàng loạt đầu tiên là không đáng tin cậy. Hai động cơ ô tô GAZ-202 được sử dụng gắn "song song", mỗi động cơ lái một bên xích. Lái xe cảm thấy thấy khó điều khiển đồng thời cả hai động cơ và lực rung mạnh dẫn đến nhanh chóng hỏng hóc động cơ và bộ truyền động. Sau khi 320 chiếc SU-76 được sản xuất, việc sản xuất hàng loạt đã bị dừng lại để giải quyết các vấn đề. Hai nhà thiết kế chính tại nhà máy GAZ, N.A. Astrov và A.A. Lipgart, đã thay đổi cách bố trí hệ thống truyền động nguyên thủy của xe bệ T-70 - hai động cơ được gắn song song ở bên phải của chiếc xe. Mái bọc thép trên khoang súng đã được gỡ bỏ để cải thiện khả năng tiếp cận và bảo dưỡng vũ khí. Phiên bản sửa đổi này, được gọi là SU-76M, được đưa vào sản xuất hàng loạt vào đầu năm 1943.
Sau khi sản xuất trở lại, GAZ và hai nhà máy ở Kirov và Mytishchi đã sản xuất 13.932 SU-76M; hơn 9.000 xe được chế tạo chỉ bởi GAZ. Việc sản xuất hàng loạt SU-76M đã ngừng vào nửa cuối năm 1945. Trong các tài liệu đương thời, SU-76M thường được nhắc đến trong các văn bản, đài phát thanh và truyền hình công cộng là SU-76 mà không có chữ "M" bị bỏ qua, do tính phổ biến của chúng so với phiên bản SU-76 ban đầu.
Thiết kế SU-76 là cơ sở cho phương tiện phòng không bọc thép đầu tiên của Liên Xô ZSU-37. Việc sản xuất hàng loạt ZSU-37 được tiếp tục sau khi ngừng sản xuất SU-76M. Tất cả SU-76M đã bị rút khỏi tuyến đầu ngay sau khi chiến tranh kết thúc, mặc dù một số được giữ lại làm phương tiện huấn luyện cho các kíp xe T-34 vào cuối năm 1955.

## Biến thể
OSU-76
Mô hình thử nghiệm dựa trên khung gầm xe tăng T-60.
SU-76
Dựa trên khung gầm xe tăng T-70 kéo dài, với sự sắp xếp động cơ kép kém hơn so với những chiếc T-70 trước đó. Chỉ có một số ít được sản xuất, và những thứ này đã nhanh chóng được rút khỏi dịch vụ tiền tuyến.
SU-76M
Mô hình sản xuất chính.
SU-76B
Nổi bật với khoang điều khiển bọc thép hoàn toàn. Chỉ có một số ít được sản xuất.
ZSU-37
Pháo phòng không tự hành, dựa trên SU-76.

### Các phiên bản không liên quan
- SU-76i  (viết tắt của "Inostrannaya", hay "ngoại quốc" trong tiếng Nga), được thiết kế và chế tạo lần đầu tiên vào năm 1943. Chúng dựa trên một số lượng lớn các khung gầm Panzer III và StuG III chiến lợi phẩm thu được sau trận Stalingrad. Xe được trang bị súng chống tăng S-1 76,2 mm (một biến thể rẻ hơn của F-34 / ZiS-5 nổi tiếng đã được gắn trên xe tăng T-34 và KV-1) trên tháp pháo nhưng vẫn giữ lại động cơ xăng Maybach nguyên bản của Đức và hệ thống treo thanh xoắn. Khoảng 200 xe chiến lợi phẩm đã được chuyển đổi thành SU-76i tại Nhà máy số 37 để bổ sung cho lượng SU-76 hiện có. Chúng được cấp cho các đơn vị xe tăng và pháo tự hành bắt đầu từ mùa thu năm 1943. Cuối cùng chúng được rút khỏi mặt trận vào đầu năm 1944 và sau đó được sử dụng để huấn luyện và thử nghiệm cho đến cuối năm 1945. Chỉ có hai xe còn lại sau chiến tranh, hầu hết chúng bị loại bỏ sau năm 1945.
- SU-76P được thiết kế năm 1941 dựa trên khung gầm T-26. Nó được chế tạo tại Leningrad trong Cuộc bao vây Leningrad, tháp pháo T-26 được thay bằng pháo cấp trung đoàn 76 mm M1927 trên khung gầm. Điều này là do sự thiếu hụt đạn 45mm nổ bên trong Leningrad đang bị bao vây, do đó một số xe tăng T-26 được trang bị súng 37mm hoặc 76mm để có nguồn đạn đáng tin cậy. Chúng được sử dụng cho đến năm 1944, sau khi cuộc bao vây bị phá vỡ. Ban đầu chúng được gọi là SU-76, cho đến khi SU-76 đi vào hoạt động, sau đó nó được đổi tên thành SU-76P ("polkovaya" - trung đoàn).[3]
- MLVM: Năm 1978, Viện 111 ở Rumani đã thiết kế một loại xe chiến đấu bọc thép dựa trên khung gầm SU-76, được trang bị tháp pháo TAB-71. Chiếc xe được đưa vào sử dụng với tên MLVM (tiếng Romania: Mașina de Luptă a Vânătorilor de Munte, có nghĩa là "xe chiến đấu bộ binh của Vânători de munte")

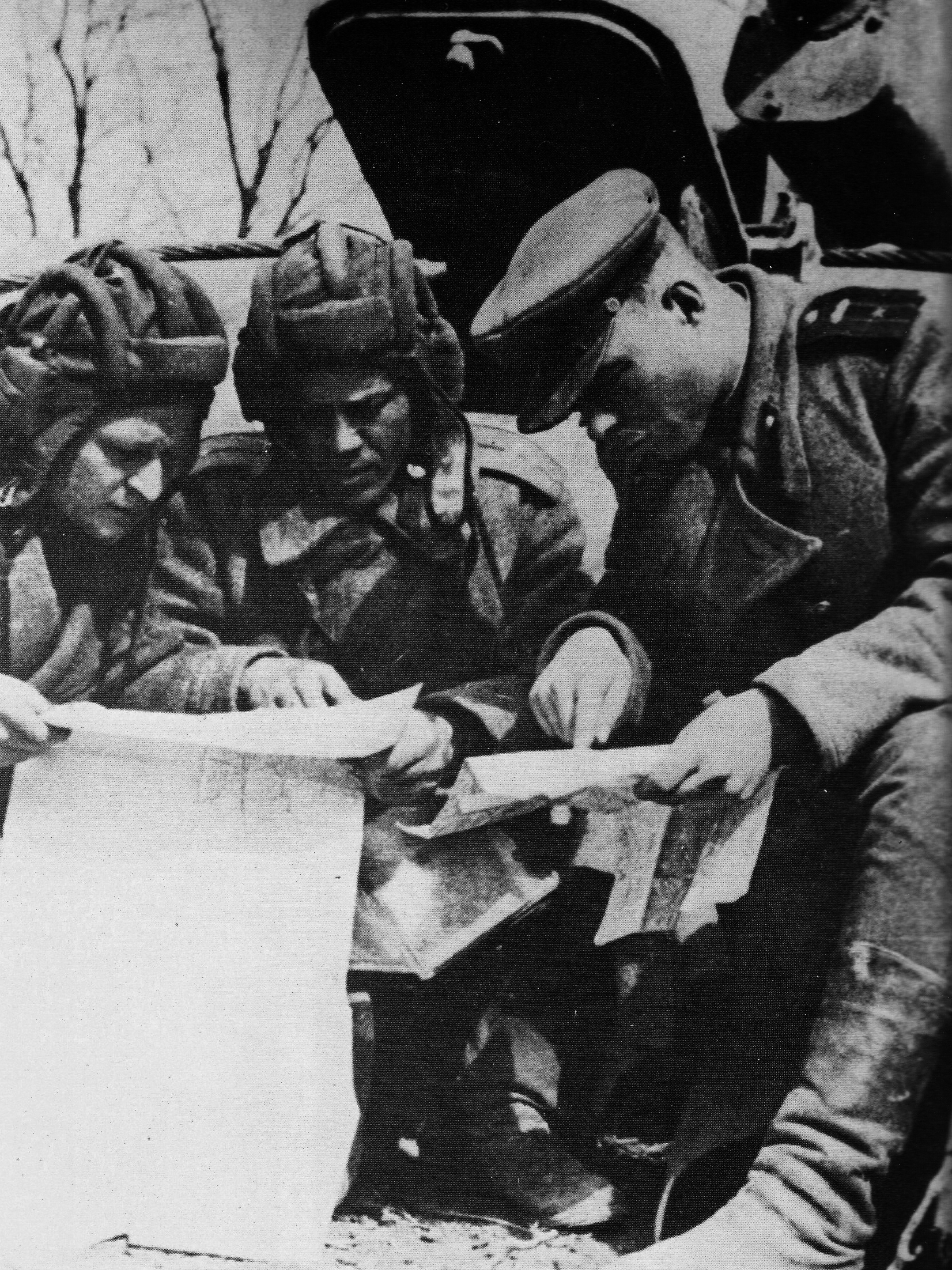
Quân đoàn xe tăng Liên Xô (Chiến dịch Budapest, tháng 10 năm 1944).

## Lịch sử chiến đấu
SU-76M hầu như thay thế xe tăng bộ binh trong vai trò hỗ trợ chặt chẽ. Mặc dù lớp giáp mỏng và khoang hở khiến nó dễ bị tấn công bằng vũ khí chống lựu đạn, lựu đạn và vũ khí nhỏ, nhưng trọng lượng nhẹ và áp lực mặt đất thấp giúp nó có khả năng cơ động tốt.
SU-76M kết hợp ba vai trò chiến trường chính: pháo xung kích hạng nhẹ, pháo chống tăng tự hành và lựu pháo tự hành. Là một pháo xung kích, SU-76M được các lính bộ binh Liên Xô đánh giá cao (trái ngược với các kíp lái của chính nó). Nó có hỏa lực mạnh hơn bất kỳ xe tăng hạng nhẹ nào trước đây để hỗ trợ bộ binh và việc liên lạc giữa bộ binh và kíp lái SU-76M cũng dễ dàng hơn do khoang lái mở. Điều này cực kỳ hữu ích trong tác chiến đô thị, nơi rất cần sự phối hợp tốt giữa bộ binh và kíp xe. Mặc dù khoang mở rất dễ bị tổn thương bởi hỏa lực nhỏ và lựu đạn, nhưng nó thường cứu mạng kíp lái trong trường hợp bị Panzerfaust tấn công, khi mà vụ nổ chấn động bị phân tán khá nhiều so với một khoang xe kín. 
SU-76M có hiệu quả đối với bất kỳ xe tăng hạng trung hoặc hạng nhẹ nào của Đức. Nó cũng có thể hạ gục xe tăng Panther bằng một cú bắn vào sườn, nhưng súng ZiS-3 không hiệu quả với xe tăng Tiger. Hướng dẫn sử dụng của Liên Xô cho kíp xe SU-76M thường hướng dẫn xạ thủ nhắm vào xích xe hoặc nòng súng khi đối mặt với Tiger. Để cải thiện khả năng xuyên giáp của SU-76M, các loại đạn pháo vật liệu cứng tổng hợp xuyên giáp (APCR) và đạn nổ lõm đã được phát triển. Điều này đã cho SU-76M một cơ hội tốt hơn trước các phương tiện bọc thép hạng nặng của Đức. Cấu hình thấp, tiếng ồn thấp và độ cơ động tốt là những ưu điểm khác của SU-76M. Điều này là lý tưởng để tổ chức các cuộc phục kích và các cuộc tấn công bên sườn hoặc phía sau bất ngờ trong trận chiến gần, trong đó súng ZiS-3 là đủ để chống lại hầu hết các phương tiện chiến đấu bọc thép của Đức.
Góc ngẩng cao tối đa của ZiS-3 là cao nhất trong tất cả các loại pháo tự hành của Liên Xô. Khoảng cách hỏa lực gián tiếp tối đa là gần 17   km. SU-76M đôi khi được sử dụng làm phương tiện pháo nhẹ (như Wespe của Đức) để bắn phá và hỗ trợ hỏa lực gián tiếp. Tuy nhiên, sức mạnh của 76.2   đạn mm không đủ trong nhiều trường hợp.
SU-76M là chiếc xe duy nhất của Liên Xô có thể hoạt động trong đầm lầy với sự hỗ trợ tối thiểu từ các kỹ sư. Trong Chiến dịch Bagration năm 1944, nó cực kỳ hữu ích để tổ chức các cuộc tấn công bất ngờ qua đầm lầy; bỏ qua hàng phòng thủ hạng nặng của Đức trên mặt đất vững chắc hơn. Thông thường chỉ có bộ binh vũ trang nhẹ mới có thể đi qua các khu vực đầm lầy lớn. Với sự hỗ trợ của SU-76M, các binh sĩ và kỹ sư Liên Xô có thể tiêu diệt hiệu quả các điểm mạnh của kẻ thù và tiếp tục tiến công. 

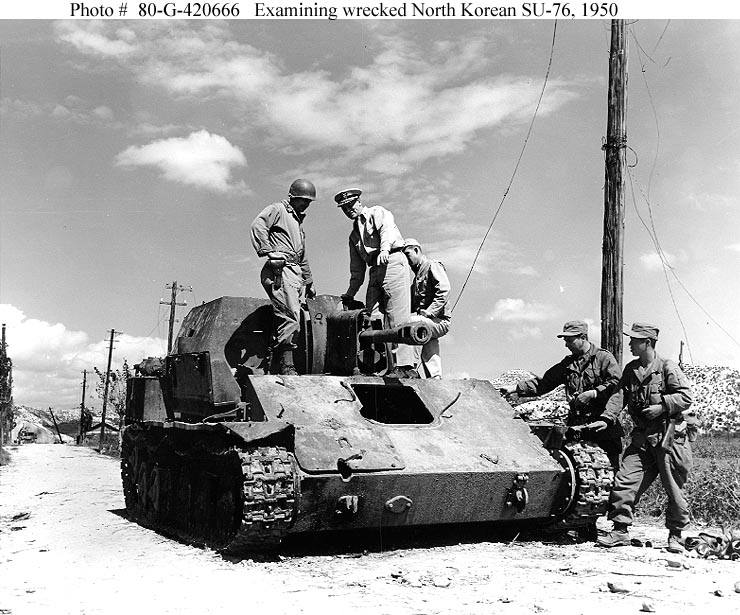
SU-76 bị tiêu diệt tại Hàn Quốc, 1950.

SU-76M có số lượng lớn các loại đạn. Chúng bao gồm xuyên giáp (thông thường, với mũi đạn đạo và siêu tốc độ phụ), điện tích rỗng, chất nổ cao, phân mảnh, mảnh đạn và đạn gây cháy. Điều này làm cho SU-76M trở thành một phương tiện chiến đấu bọc thép hạng nhẹ đa năng tuyệt vời.
Một phi hành đoàn nổi tiếng là Rem Nikolaevich Ulanov. Thời còn trẻ, ông là một lái xe cơ khí và sau đó là chỉ huy của một chiếc SU-76. Ông và một số binh sĩ khác gọi họ SU-76 Columbina sau khi nữ kỳ Phục hưng Ý Commedia dell'arte nhân vật.
Sau Thế chiến II, SU-76 được sử dụng bởi các lực lượng Cộng sản trong Chiến tranh Triều Tiên. Một số lượng nhỏ SU-76M đã bị Hàn Quốc bắt giữ và sử dụng sau khi hạ cánh tại Incheon.

## Quốc gia vận hành
•  Liên Xô
•  Trung Quốc
•  Đông Đức: 260
•  Triều Tiên: 132
•  Việt Nam: 30; chiến đấu rộng rãi trong Chiến tranh Việt Nam.
•  Nam Tư

## Ví dụ sống sót
Do số lượng xe lớn được sản xuất, nhiều chiếc SU-76M đã sống sót sau những năm sau chiến tranh, và hầu hết các bảo tàng quân sự lớn hơn của Nga đều có ví dụ về SU-76M trong các triển lãm của họ. Chúng cũng có thể được tìm thấy tại các đài tưởng niệm hoặc đài tưởng niệm Chiến tranh Đức-Liên Xô tại các thành phố khác nhau của Nga, Bêlarut và Ucraina.

### Trong bảo tàng
- Ba Lan 

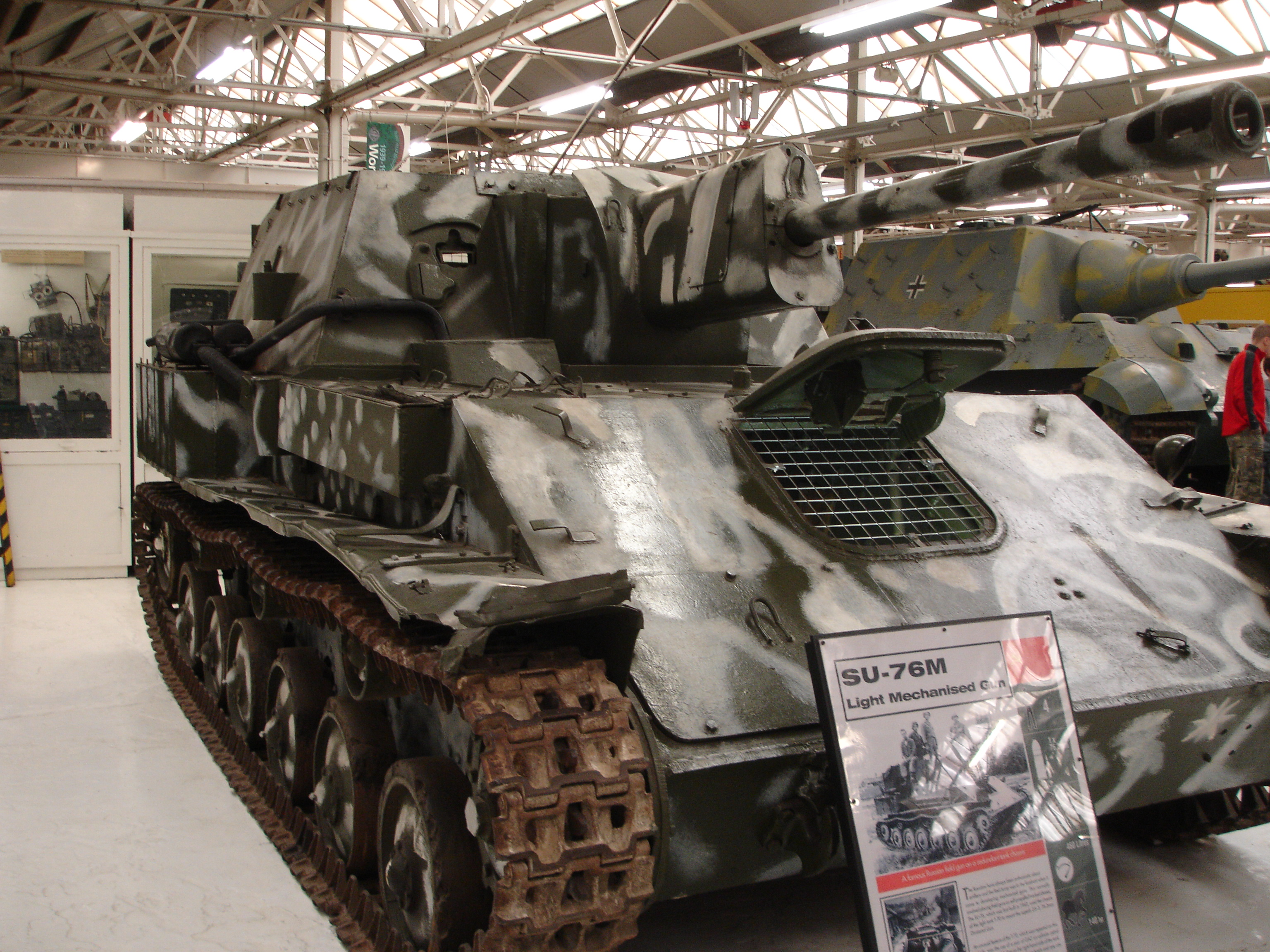
SU-76M trong bảo tàng xe tăng Bovington, Dorset.

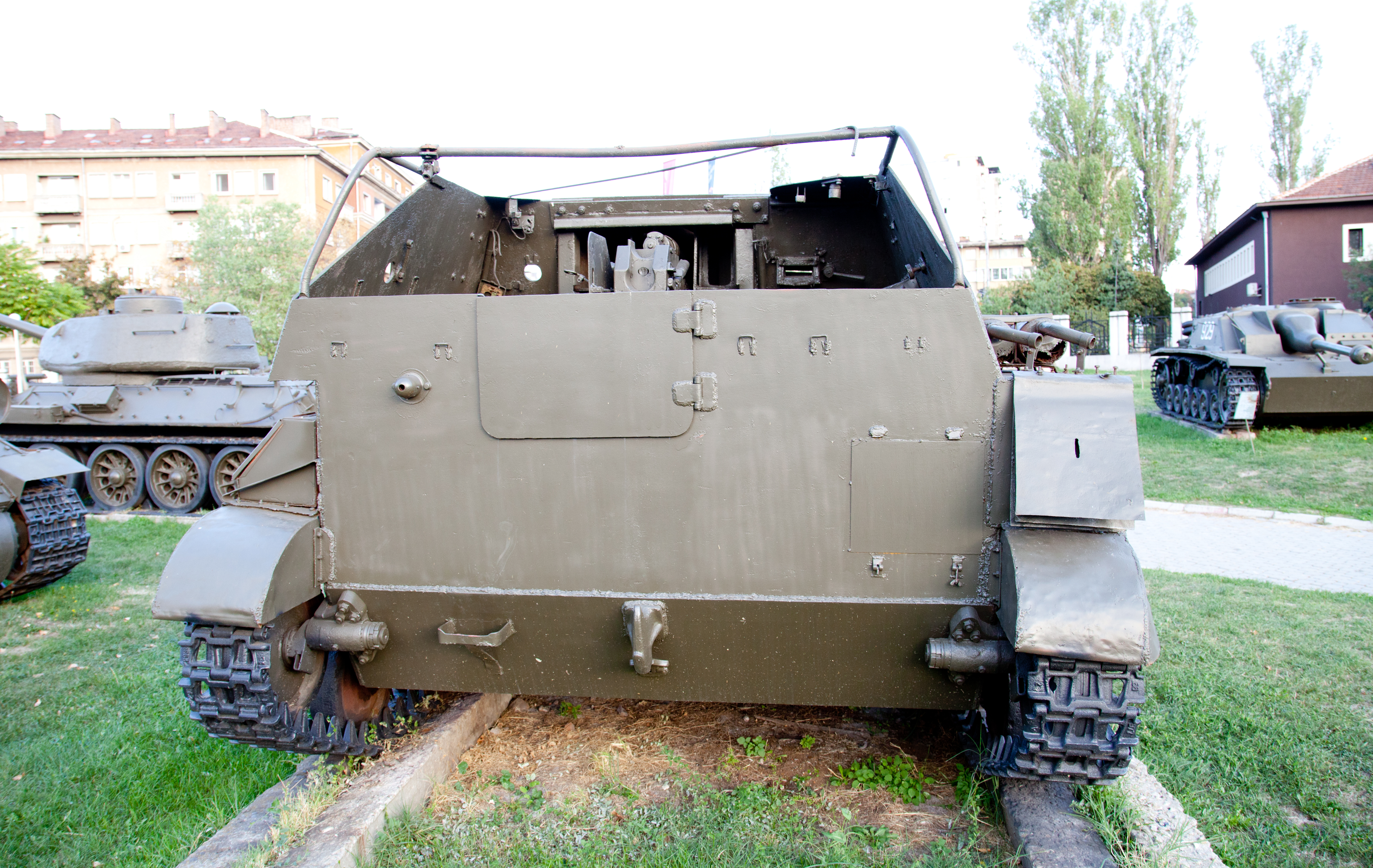
SU-76M trong Bảo tàng Lịch sử Quân sự Quốc gia (Bulgaria)

  - Muzeum Oręża Arlingtonkiego ở Kołobrzeg - SU-76
  - Bảo tàng vũ khí bọc thép ở Poznań - SU-76M
  - Bảo tàng quân đội Ba Lan tại Warsaw
    - triển lãm trước tòa nhà chính - chiến thuật SU-76 số 203, số sê-ri 403062
    - Bảo tàng Công nghệ Quân sự Ba Lan - Chiến thuật SU-76 số 207
- Rumani 
  - Bảo tàng Quân sự Quốc gia, Romania ở Bucharest
- Vương quốc Anh
  - Bảo tàng xe tăng ở Bovington - SU-76M bị bắt từ Bắc Triều Tiên năm 1950 [7]
- Châu Úc
  - Bảo tàng Thiết giáp và Pháo binh Úc (Cairns) SU-76M
- Bulgaria 
  - Bảo tàng Lịch sử Quân sự Quốc gia